# Tarjei Vesaas debutantpris
Tarjei Vesaas debutantpris är ett årligt, norskt litteraturpris. Priset delas ut till årets bästa skönlitterära debutant.

## Om priset
Priset delas ut av Den norske Forfatterforening, och det är föreningens litterära råd som är prisjury. Juryn består av rådets nio medlemmar, som alla är medlemmar av författarföreningen, och de väljer en vinnare utifrån en fri och självständig bedömning baserad på estetiska kriterier.
Priset instiftades av Tarjei Vesaas 1964 med pengarna Vesaas fick då han vann Nordiska rådets litteraturpris detta år.

## Pristagare

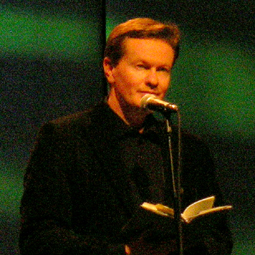
Steinar Opstad fick priset 1996

| År   | Författare                                          | Verk                                                          |
| ---- | --------------------------------------------------- | ------------------------------------------------------------- |
| 1964 | Sigmund Jakobsen                                    | Gjennom brend by                                              |
| 1965 | Jan Erik Vold                                       | Mellom speil og speil                                         |
| 1966 | Tor Obrestad                                        | Kollisjon (dikt), Vind (noveller)                             |
| 1967 | Johan Fredrik Grøgaard                              | Dyvekes grav                                                  |
| 1968 | Rolf Sagen                                          | Dørklinker                                                    |
| 1969 | Hans Sande                                          | Strime                                                        |
| 1970 | Joachim Aremk (Karl Halvor Teigen)                  | Tapetdører                                                    |
| 1971 | Eivind Reinertsen                                   | Lukk opp dørene, krigen er over                               |
| 1972 | Erling Pedersen                                     | Rottenes konge                                                |
| 1973 | Steinar Lem                                         | Signaler                                                      |
| 1974 | Karin Mathisen (Karin Fossum)                       | Kanskje i morgen                                              |
| 1975 | Ingvar Moe                                          | Løktastolpefrø                                                |
| 1976 | Lars Saabye Christensen                             | Historien om Gly                                              |
| 1977 | Bjarne Rønning                                      | Bjarne Huldasons sjøreise                                     |
| 1978 | Sissel Solbjørg Bjugn                               | Den første avisa på Lofotveggen                               |
| 1979 | Hans Herbjørnsrud                                   | Vitner                                                        |
| 1980 | Jo Eggen                                            | Ting og tings skygger                                         |
| 1981 | Frank A. Jenssen                                    | Saltbingen                                                    |
| 1982 | Roy Jacobsen                                        | Fangeliv                                                      |
| 1983 | Kjell Gjerseth                                      | Chakoo                                                        |
| 1984 | Anne Bøe                                            | Silkestein                                                    |
| 1985 | Morten Harry Olsen                                  | For alt vi er verdt                                           |
| 1986 | Sissel Lie                                          | Tigersmil                                                     |
| 1987 | Aagot Vinterbo-Hohr                                 | Palimpsest                                                    |
| 1988 | Torun Lian                                          | Tre skuespill                                                 |
| 1989 | Anne Grete Hollup                                   | Maria og knivmakeren                                          |
| 1990 | Stein Versto                                        | Ho blei borte i trappene                                      |
| 1991 | Sylvelin Vatle                                      | Alle kjenner vel presten?                                     |
| 1992 | Thure Erik Lund                                     | Tanger                                                        |
| 1993 | Bertrand Besigye                                    | Og du dør så langsomt at du tror du lever                     |
| 1994 | Cathrine Grøndahl                                   | Riv ruskende rytmer                                           |
| 1995 | Harald Rosenløw Eeg                                 | Glasskår                                                      |
| 1995 | Tore Renberg                                        | Sovende floke                                                 |
| 1996 | Steinar Opstad                                      | Tavler og bud                                                 |
| 1997 | Lars Ramslie                                        | Biopsi                                                        |
| 1998 | Trude Marstein                                      | Sterk sult, plutselig kvalme                                  |
| 1999 | Gunnar Wærness                                      | Kongesplint                                                   |
| 2000 | Mirjam Kristensen                                   | Dagene er gjennomsiktige                                      |
| 2001 | Carl Frode Tiller                                   | Skråninga                                                     |
| 2002 | Heidi Marie Kriznik                                 | Applaus                                                       |
| 2003 | Sigmund Løvåsen                                     | Nyryddinga                                                    |
| 2004 | Ole Asbjørn Ness                                    | Det er natt                                                   |
| 2005 | Mette Karlsvik                                      | Vindauga i matsalen vender mot fjorden                        |
| 2006 | Thomas Marco Blatt                                  | Slik vil jeg måle opp verden                                  |
| 2007 | Nils Henrik Smith                                   | Manhattan Skyline                                             |
| 2008 | Lars Petter Sveen                                   | Køyre frå Fræna                                               |
| 2009 | Kjersti Annesdatter Skomsvold Eivind Hofstad Evjemo | Jo fortere jeg går, jo mindre er jeg Vekk meg hvis jeg sovner |
| 2010 | Helga Flatland                                      | Bli hvis du kan. Reis hvis du må                              |
| 2011 | Lina Undrum Mariussen                               | Finne deg der inne og hente deg ut                            |
| 2012 | Peter Franziskus Strassegger                        | Stasia                                                        |
| 2013 | Gine Cornelia Pedersen                              | Null                                                          |
| 2014 | Amalie Kasin Lerstang                               | Europa                                                        |
| 2015 | Kenneth Moe                                         | Rastløs                                                       |
| 2016 | Jan Kristoffer Dale                                 | Arbeidsnever                                                  |
| 2017 | Zeshan Shakar                                       | Tante Ulrikkes vei                                            |
| 2018 | Lars Svisdal                                        | Seg til inkjes                                                |
| 2019 | Hanna Stoltenberg                                   | Nada                                                          |
| 2020 | Karoline Brændjord                                  | Jeg vil våkne til verden                                      |
| 2021 | Kristin Vego                                        | Se en siste gang på alt vakkert                               |
| 2022 | M. Seppola Simonsen                                 | Hjerteskog // Syđänmettä                                      |
| 2023 | Monica Goksøyr                                      | Slemme jenter                                                 |
| 2024 | Anna With                                           | Eplet, nesten                                                 |